# San Spiert

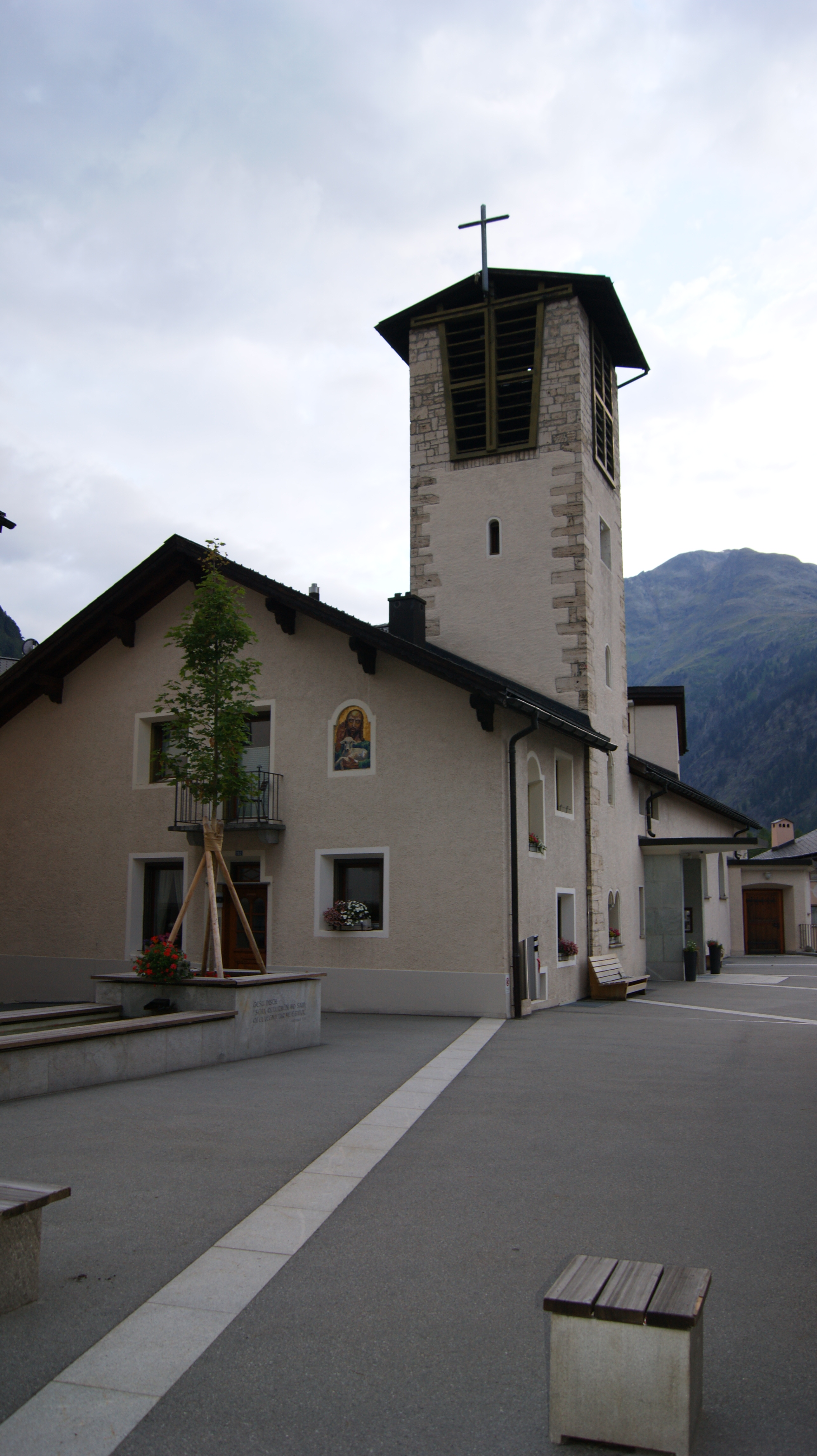
San Spiert. Im Vordergrund das Pfarrhaus, hinter dem Turm die Kirche

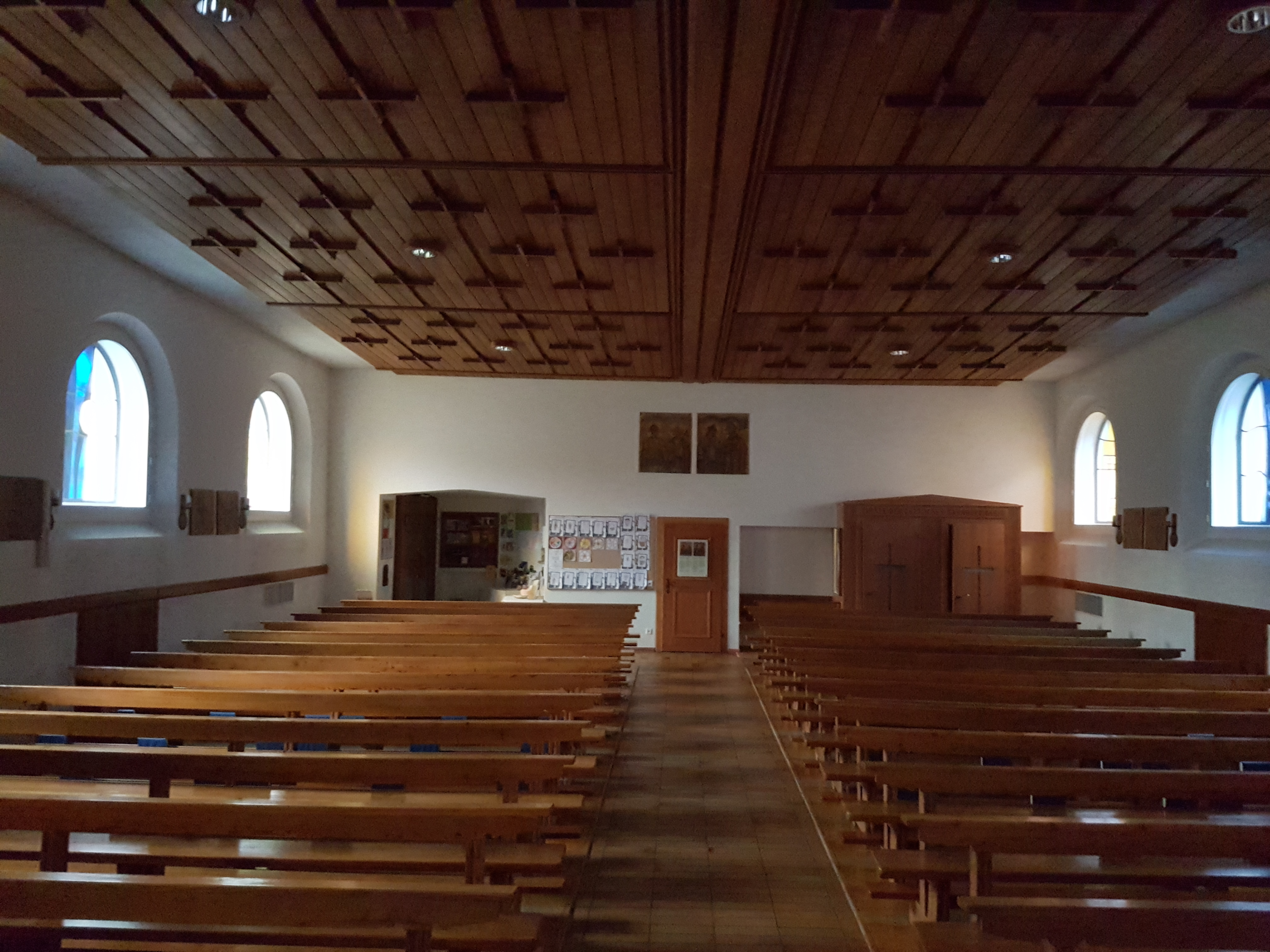

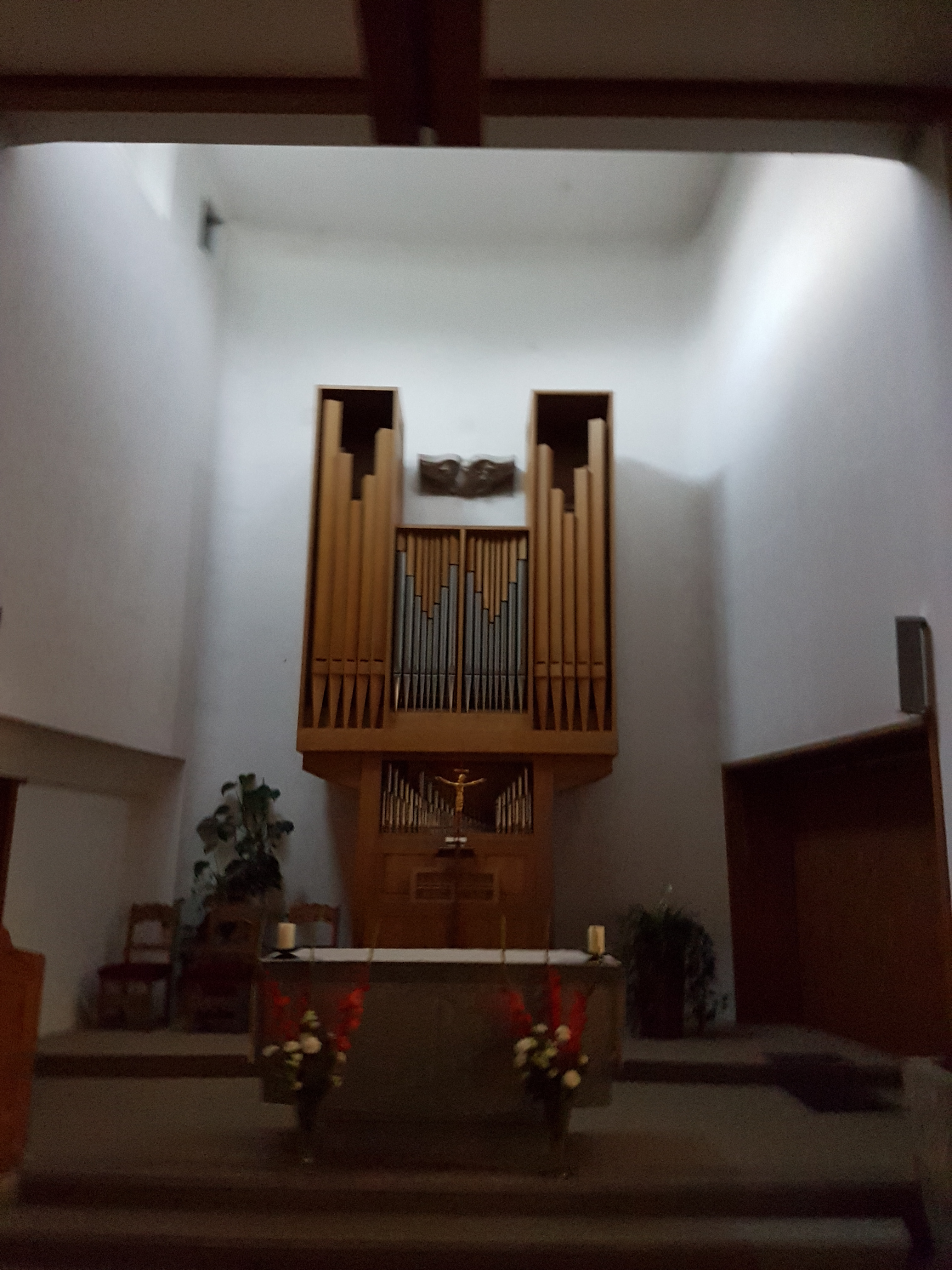
Orgel und Altar

Die römisch-katholische Kirche San Spiert (Heilig-Geist-Kirche) steht im Ortsteil San Spiert in Pontresina im Oberengadin im Bistum Chur. Die Kirche ist etwas abgerückt von der Via Maistra (Hauptstrasse) und dem Heiligen Geist geweiht.

## Geschichte
Das Christentum soll im 10. Jahrhundert von Oberitalien in das Engadin gekommen sein. Im historischen Dorfteil San Spiert befand sich seit 1485 eine Kapelle San Spiert, welche die Familie Tempesta aus eigenem Vermögen zu Ehren des Heiligen Geistes mit bischöflicher Erlaubnis erbauen liess. Diese Kapelle ist jedoch abgegangen. In den Kellerräumen des Hauses Aebli wurden 1941 Überreste der ehemaligen römisch-katholischen Kapelle gefunden. An der Hausfassade erinnert eine lateinische Inschrift 1485 Ich Priester Johannes Tempesta Maurici von Pontresina … zu Ehren des Heiligen Geistes an die ehemalige San-Spiert-Kapelle. Die Einführung der Reformation in Pontresina erfolgte 1549.
Ab 1891 sind wieder römisch-katholische Gottesdienste in Pontresina gefeiert worden, seit 1893 wurde von St. Moritz aus wieder regelmässig im Gemeindesaal des Schulhauses Pontresina ein römisch-katholischer Gottesdienst gehalten. Ab 1908 fand in Pontresina auch wieder regelmässig römisch-katholischer Religionsunterricht statt.
Die heutige katholische Kirche San Spiert wurde 1923 in der Nähe der ehemaligen, abgegangenen Kapelle San Spiert erbaut. Im Januar 1923 wurde der Gebäudekomplex des Restaurant-Casino Tais, bestehend aus Restaurant, Casino-Saal und einem darunter gebauten Stall, für 115.000 Franken gekauft und im Saal eine kleine Kapelle eingerichtet. Der Saal wurde sodann in eine Kirche mit 100 Plätzen umgebaut und am 15. Juli 1927 geweiht. Das Restaurant wurde zum Pfarrhaus umgebaut und ein quasi-romanischer Turm zwischen Pfarrhaus und Kirche eingefügt. 1930 wurde eine kleine Pfarreibibliothek eröffnet und 1944 der Pfarrsaal unter der Kirche eingeweiht.
Im Juli 1955 wurde mit einem Erweiterungsneubau begonnen. Das Kirchenschiff wurde durch einen grossen Chor verlängert und rechts wurde eine Seitenkapelle (Bruder-Klausen-Kapelle) und links eine Sakristei angefügt. Dadurch konnte die Kapazität der Kirche von 100 Sitzplätzen auf heute 200 bis 230 Sitzplätze erweitert werden. Die Weihe dieses Umbaus erfolgte am 30. November 1956 durch Bischof Christianus Caminada von Chur. 1973 wurde der Innenraum zuletzt umgebaut und vor allem im Chorraum die grosse Orgel aufgebaut.

## Turm und Glocken

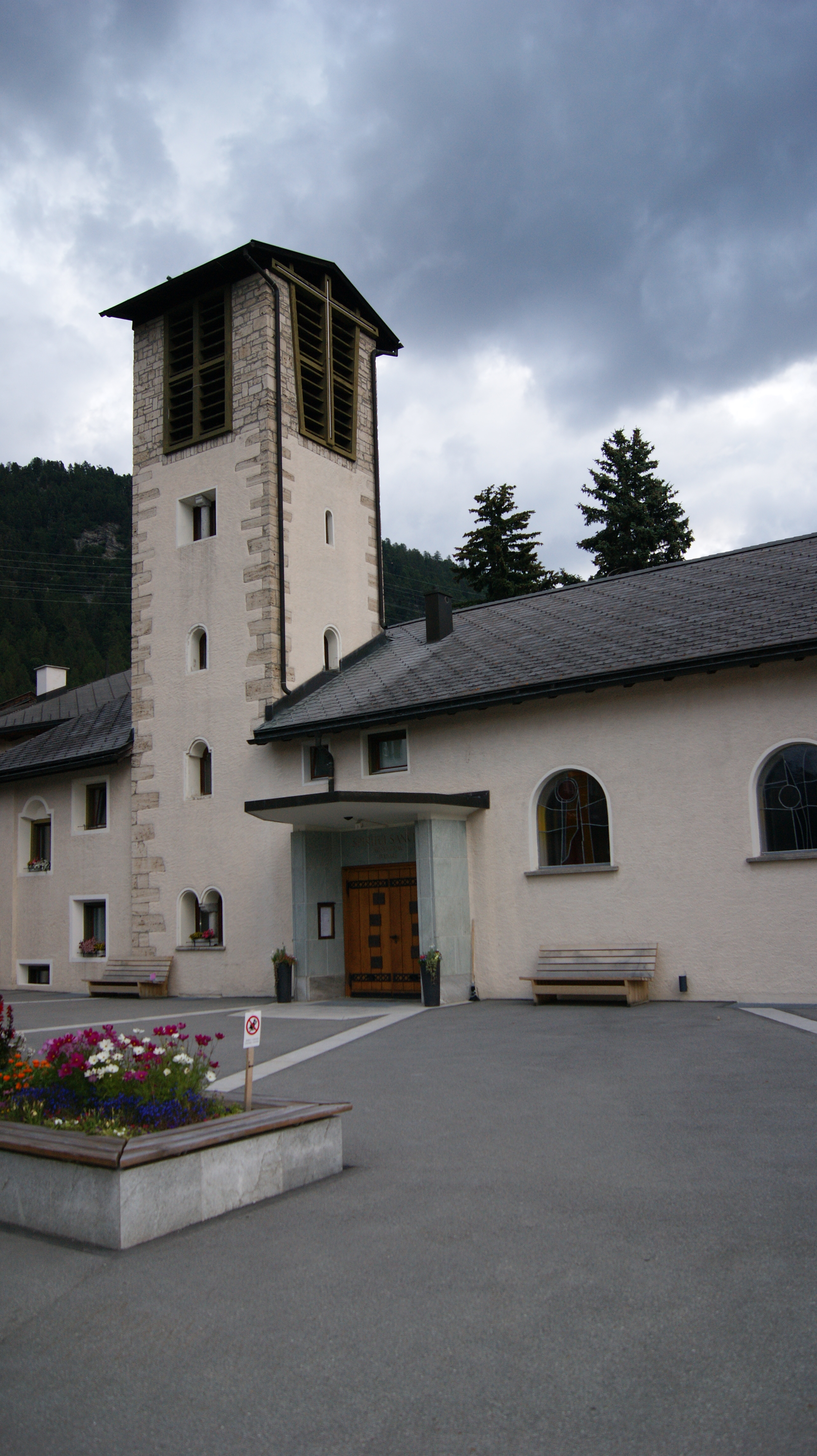
Markante Schallöffnungen im Turm

Der Turm der Kirche San Spiert ist auf drei Seiten von Gebäudewänden umgeben und hat einen rechteckigen Grundriss. Rechts neben dem Turm befindet sich der Haupteingang der Kirche. Auf dem Turm ist ein Satteldach aufgesetzt, welches von einem schlichten Kreuz überragt wird.
Markant für den Turm sind die insgesamt vier grossen Schallöffnungen, von denen zwei als gleichschenklige trapezförmige Schallöffnungen, wobei sich die Basis des Trapezes oben befindet, ausgeführt sind. Die Holzkonstruktion der Schallöffnungen bilden selbst wiederum jeweils ein Kreuz, wobei dieser Eindruck bei den trapezförmigen Schallöffnungen mit der Verbindung der Holzkonstruktion mit dem Dachstuhl des Turms noch verstärkt wird.
Der Turm wurde während der zweiten Bauphase (Renovierung), 1927, errichtet. Es wurde eine kleine, 150 Kilogramm schwere, Glocke aus dem Jahre 1597 aufgezogen, welche die Kirche geschenkt bekommen hat. Die Glocke hat die Inschrift: gegossen in Como. 1957 wurden dann drei grosse Glocken aufgezogen, die sich noch heute im Turm befinden. Auch diese Glocken waren ein Geschenk, gestiftet wurden sie von der US-Amerikanerin Elisabeth Bird aus New York. Die drei Glocken wurden im Mai 1957 in der Glockengiesserei Rüetschi in Aarau gegossen und am 2. Juni 1957 fand die Glockenweihe statt.
- Die grösste Glocke mit einem Gewicht von 700 Kilogramm und einem Durchmesser von 1,07 Meter ist dem Kirchenpatron, dem Heiligen Geist gewidmet und trägt die Inschrift: Veni Sancte Spiritus, Consolator Optime (Komm, Heiliger Geist, bester Tröster). Diese ist auf den Ton g gestimmt.
- die mittlere Glocke mit einem Gewicht von 420 Kilogramm und einem Durchmesser von 0,89 Meter ist der Jungfrau und Gottesmutter Maria gewidmet und trägt die Inschrift: Virgo Spiritu Sancto obumbrata, ora pro nobis (Jungfrau, vom Heiligen Geist beschattete, bitte für uns). Diese ist auf den Ton b gestimmt.
- die dritte Glocke mit einem Gewicht von 300 Kilogramm und einem Durchmesser von 0,8 Meter ist dem Schweizer Landesheiligen und Patron der Kapelle, Nikolaus von Flüe gewidmet und trägt die Inschrift: Sancte Nicolae de Flue roga, ut praemium nobis ultimum sit Spiritus Sanctus („Heiliger Nikolaus von Flüe, bitte, dass uns der Heilige Geist der höchste Lohn sei“). Diese ist auf den Ton c″ gestimmt.
- Als Taufglocke dient eine 150 Kilogramm schwere (Durchmesser 0,53 Meter) Glocke. Diese ist auf den Ton g″ gestimmt.[11]

## Innenraum

### Kreuzwegstationen
Die Kreuzwegstationen wurden in den 1960er Jahren von Liselotte Degener gestiftet und von Hans von Matt, Stans, 1961/62 geschaffen. Eingeweiht wurden diese am 3. März 1963 von Timotheus Egle.

### Bruder-Klaus-Seitenkapelle
Die Bruder-Klaus-Seitenkapelle ist dem Landespatron der Schweiz gewidmet und weist ein Sgraffito von Hans von Matt sowie Reliquien in einem Reliquienschrein auf.

### Fenster
Die acht Glasfenster wurden 1972 von Enrico Leoni Donati aus Zürich entworfen und von der Kunstglaserei Alfred Soratroi in Zürich ausgeführt.
- Hinteres Fenster (neben dem Beichtstuhl, linke Seitenwand der Pfarrkirche): Darstellung der Vergebung Jesu auf dem Hügel Golgotha. Das rechte Kreuz ist im Kreuz Christi verankert und symbolisiere die Vergebung Jesu Christi.
- Mittleres Fenster (linke Seitenwand der Pfarrkirche): Darstellung des Sakramentes der Taufe, des Wassers und der Welt (Tag und Nacht). Durch die Taufe vollziehe sich die Neugeburt (Weg zum göttlichen Leben).
- Vorderes Fenster (linke Seitenwand der Pfarrkirche): Darstellung des Abendmahls mit Brot und Wein im Mittelpunkt. Vorahnung und Feier des Opfertods von Jesu.
- Kleines Fenster über dem Eingang zur Sakristei (linke Seitenwand der Pfarrkirche): Darstellung des Kreuzes Jesu Christi. Jesus Christus soll mit seinem Kreuz das Leiden der Welt auf sich genommen haben.
- Hinteres Fenster (rechte Seitenwand der Pfarrkirche): Darstellung des Heiligen Geistes. Die flackernde Flamme und das aufgelöste Kreuz sollen die Symbolik des göttlichen Lichtes darstellen. Die Flamme stelle die geistige Kraft dar.
- Mittleres Fenster (rechte Seitenwand der Pfarrkirche): Darstellung des Weges zum Licht Gottes und zur Unendlichkeit. Der Weg führe über das Kreuz hinaus.
- Vorderes Fenster (rechte Seitenwand der Pfarrkirche): Darstellung des irdischen Kreuzes. Jeder trägt sein eigenes Kreuz. Braun als irdische Farbe versinnbildliche das menschliche Leben. Der Weg zu Gott soll durch die Begegnung mit Jesus Christus erfolgen.
- Kleines Fenster über der Schiebetüre zur Kapelle (rechte Seitenwand der Pfarrkirche): Darstellung der Brücke als Verbindung zwischen den Menschen und als Weg zur christlichen Gemeinschaft.[13]

### Orgel
Die 1972 eingebaute Orgel wurde von August Späth (Freiburg im Breisgau) gebaut und wegen der fehlenden Fläche im Kirchenschiff in den Chor gestellt. Die Orgel hat elf Register und 731 Pfeifen und wurde am 21. Januar 1973 eingeweiht.